# Заяц, Игорь Николаевич
Игорь Николаевич Заяц (бел. Ігар Мікалаевіч Заяц; род. 8 января 1999, Минск) — белорусский футболист, защитник клуба «Гомель».

## Карьера
Воспитанник футбольной академии столичного клуба МТЗ-РИПО. В 2014 году футболист перешёл в минское «Динамо», где продолжил выступать на юношеском уровне. В 2017 году футболист ста выступать за дублирующий состав динамовцев. В сезоне 2018 года футболист также привлекался к основной команде клуба на матч Кубка Беларуси, однако на поле так и не вышел. В последствии футболист продолжал выступать за дублирующий состав клуба, к основной команде больше не привлекаясь.
В феврале 2019 года футболист на правах арендного соглашения присоединился к «Смолевичам» до конца сезона. Дебютировал за клуб 13 апреля 2019 года в матче против «Барановичей», выйдя на поле в стартовом составе. Футболист сразу де закрепился в основной команде, став одним из ключевых защитников клуба. По итогу сезона футболист вместе с клубом стал серебряным призёром чемпионата, чем помог клубу завоевать прямое повышение в Высшую лигу. По окончании срока арендного соглашения футболист покинул смолевичский клуб.
В феврале 2020 года футболист на правах арендного соглашения присоединился к «Гомелю» до конца сезона. Дебютировал за клуб 26 апреля 2020 года в матче против гомельского «Локомотива», выйдя на замену на 79 минуте. В клубе футболист быстро смог закрепиться в стартовом составе, став одним из ключевых защитников. По итогу сезона футболист вместе с клубом стал серебряным призёром чемпионата, чем помог клубу вернуться назад в Высшую лигу. По окончании срока арендного соглашения футболист покинул гомельский клуб.
В начале 2021 года футболист вернувшись в распоряжение минского «Динамо» стал тренироваться с дублирующим составом. В феврале 2021 года «Гомелю» снова арендовал футболиста ещё на сезон. Первый матч в сезоне и дебютный в рамках Высшей лиги футболист сыграл 13 марта 2021 года против брестского «Руха», выйдя на поле в стартовом составе. Начинал сезон футболист как один из ключевых игроков гомельского клуба, однако под конец сезона также стал чаще выходить на поле со скамейки запасных. По итогу сезона вместе с клубом занял итоговое четвёртое место в чемпионате. По окончании срока арендного соглашения футболист покинул клуб.
В начале 2022 года футболист тренироваться в дублирующим составом минского «Динамо, где и провёл первую часть сезона. В июле 2022 года футболист на правах арендного соглашения присоединился к «Слуцку». Дебютировал за клуб 17 июля 2022 года в матче против брестского «Динамо», выйдя на замену на 79 минуте. Футболист быстро смог закрепиться в основной команде клуба, став одним из ключевых защитников, однако результативными действиями не отличился. В декабре 2022 года футболист покинул слуцкий клуб по окончании срока действия арендного соглашения.
В январе 2023 года футболист на правах свободного агента перешёл в «Слуцк», с которым подписал контракт до конца сезона. Новый сезон футболист начал 5 марта 2023 года с четвертьфинального матча Кубка Беларуси против мозырской «Славии».  Первый матч за клуб в чемпионате футболист сыграл 19 марта 2023 года против «Энергетика-БГУ», выйдя на поле в стартовом составе. Дебютный гол за клуб забил 5 мая 2023 года в матче против жодинского «Торпедо-БелАЗ». На протяжении всего сезона футболист был в клубе одним из ключевых игроков, отличившись своим единственным забитым голом. По итогу сезона вместе с клубом футболист завершил чемпионат на итоговом восьмом месте. В январе 2024 года футболист покинул слуцкий клуб по окончании срока действия контракта.
В январе 2024 года появилась информация, что футболист станет игроком «Гомеля». Вскоре футболист официально стал игроком гомельского клуба, подписав однолетний контракт. Первый матч за клуб футболист сыграл 17 марта 2024 года против «Слуцка», выйдя на поле в стартовом составе. Первым результативным действием за клуб футболист отличился 20 октября 2024 года в матче против могилёвского «Днепра», отдав голевую передачу. На протяжении сезона футболист выступал за гомельский клуб в роли одного из основных игроков, отличившись своей единственной результативной передачей. По итогу сезона футболист вместе с клубом завершил чемпионат на итоговом шестом месте.
В январе 2025 года футболист продлил контракт с «Гомелем» ещё на один сезон. Первый матч в новом сезоне футболист сыграл 15 марта 2025 года против жодинского «Торпедо-БелАЗ», выйдя на поле в стартовом составе.